# 毕春芳
毕春芳（1927年7月14日—2016年8月14日），中国浙江省鄞县人，越剧演员，擅长小生。

## 生平
1927年7月14日，毕春芳生于上海，祖籍浙江鄞县。1948年参加雪声剧团。2016年8月14日，毕春芳因骨折导致的并发症于上海逝世，享年90岁 。

## 艺术成就
毕春芳擅演喜剧，艺术上学习了马樟花等人的艺术特点，并自成一派，称作“毕派”。代表作品有《王老虎抢亲》中的周文宾、《白蛇传》中的许仙等。弟子有杨文蔚、丁小蛙等。

## 作品列表
- 《王老虎抢亲》
- 《白蛇传》

## 资料来源
1. ↑  王虹，春韵流芳-越剧表演艺术家毕春芳从艺70周年庆祝活动. 《上海戏剧》 2009年06期
2. ↑  著名越剧表演艺术家毕春芳去世 享年90岁(图)-搜狐新闻: 著名越剧表演艺术家毕春芳去世 享年90岁(图)-搜狐新闻 （页面存档备份，存于）, accessdate: August 14, 2016
3. ↑  孙世基，甬籍越剧表演艺术家毕春芳. 《戏文》 1997年06期。
4. ↑  情系越剧七十载——访毕派创始人毕春芳[永久]，宁波网